# Roger Clark
Roger Albert Clark (Narborough, Regne Unit; 5 d'agost de 1939 - Leicester, Regne Unit; 12 de gener de 1998) va ser un pilot de ral·li britànic que va competir al Campionat Mundial de Ral·lis entre 1973 i 1995. Va ser el primer anglès en guanyar una prova del Mundial al imposar-se al Ral·li de la Gran Bretanya de 1976 amb un Ford Escort RS1800.
També va disputar el Campionat Britànic de Ral·lis, el qual va guanyar en quatre ocasions, els anys 1965, 1972, 1973 i 1975.

## Victòries al WRC
| # | Any  | Ral·li                 | Copilot     | Vehicle            |
| - | ---- | ---------------------- | ----------- | ------------------ |
| 1 | 1976 | 32nd Lombard RAC Rally | Stuart Pegg | Ford Escort RS1800 |